# 1,4-Butynodiol
1,4-Butynodiol – organiczny związek chemiczny z grupy dioli, będący pochodną butynu, w którym atom wodoru każdej z grup metylowych został podstawiony grupą hydroksylową.
Jest to bezbarwne lub żółtawe, higroskopijne ciało stałe, rozpuszczalne w wodzie i polarnych rozpuszczalnikach organicznych. Jest związkiem o znaczeniu komercyjnym jako prekursor innych produktów w syntezie organicznej, a także w galwanotechnice.

## Otrzymywanie
1,4-Butynodiol można otrzymać poprzez reakcję Reppego, w której substratami są formaldehyd i acetylen:
Niektóre opatentowane metody produkcji wykorzystują katalizatory miedziowo-bizmutowe osadzone na inertnym podłożu. Normalny zakres temperatur reakcji wynosi od 90 °C do 150 °C, w zależności od ciśnienia zastosowanego w reakcji, które może wynosić od 1 do 20 bar.

## Zastosowania
1,4-Butynodiol jest prekursorem 1,4-butanodiolu i 1,4-butenodiolu, które otrzymywane są poprzez uwodornienie. Jest również stosowany do produkcji niektórych herbicydów, dodatków tekstylnych, inhibitorów korozji, plastyfikatorów, żywic syntetycznych i poliuretanów. Jest głównym surowcem wykorzystywanym w syntezie witaminy B6. 1,4-Butynodiol jest także dodatkiem stosowanym w miedziowych i niklowych kąpielach galwanicznych jako czynnik nabłyszczający, a podczas trawienia stali służy jako inhibitor korozji.
1,4-Butynodiol reaguje z mieszaniną chloru i kwasu solnego, dając kwas mukochlorowy, H(O)C−CCl=CCl−COOH.